# Typhlodromus adenensis
Typhlodromus adenensis är en spindeldjursart som beskrevs av Edward A. Ueckermann 1996. Typhlodromus adenensis ingår i släktet Typhlodromus och familjen Phytoseiidae. Inga underarter finns listade i Catalogue of Life.